# Eclissi solare del 16 luglio 2186
L'eclissi solare del 16 luglio 2186 è un evento astronomico che avrà luogo il suddetto giorno attorno alle ore 15:14 UTC.

## Lunga durata
Sarà l'eclissi solare totale più lunga in un periodo di 12.000 anni, che va dal 4000 a.C all'8000 d.C. La durata massima dell'eclissi sarà di 7 minuti e 29 secondi, un secondo in più dell'eclissi avvenuta il 15 giugno del 744 a.C., che durò 7 minuti e 28 secondi.

### Simulazione zona d'ombra

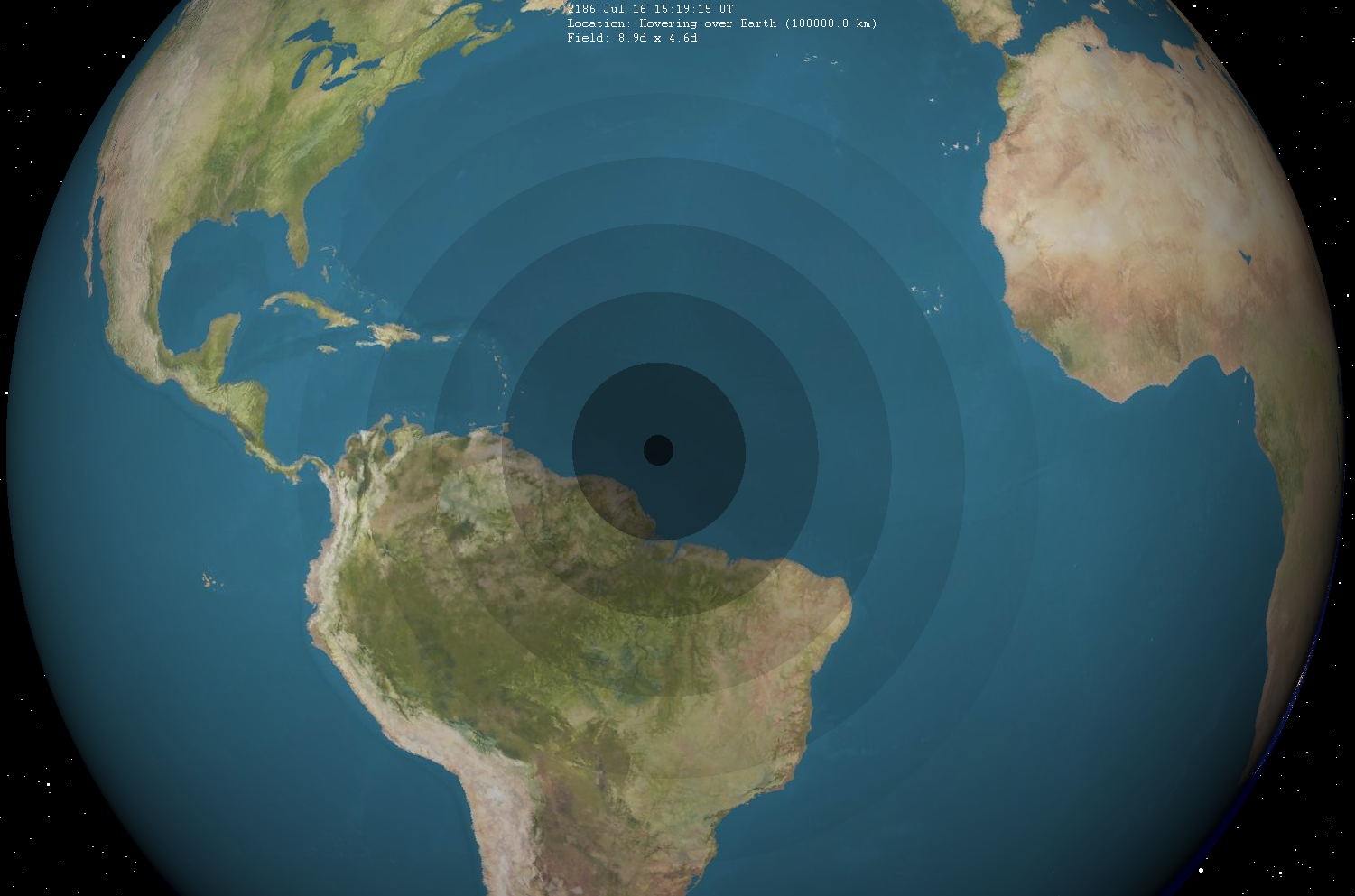